# Joan Lui
Ma un giorno nel paese arrivo io di lunedì
Pour plus de détails, voir Fiche technique et Distribution.
Joan Lui: Ma un giorno nel paese arrivo io di lunedì est une comédie musicale ouest-germano-italienne réalisée par Adriano Celentano et sortie en 1985.
C'est le dernier des quatre films écrits et réalisés par Celentano et aussi le dernier film dans lequel joue Claudia Mori, mettant fin à ses 26 ans de carrière d'actrice. Les cascades sont réalisés par le Français Rémy Julienne.
Le film a été l'un des plus coûteux (environ 20 milliards de lires) du cinéma italien et a connu plusieurs problèmes de production et de distribution ; cependant, à la fin de la saison 1985-86, il s'est classé 23e au box-office italien ; en Allemagne et en Union soviétique, il a eu encore plus de succès auprès du public.

## Synopsis
Joan Lui, un prêcheur venu de nulle part et sans passé, après un voyage en train mouvementé au milieu de Noirs racistes, arrive en Italie et se voit contraint de constater les graves problèmes sociaux auxquels la société est confrontée, notamment l'enlèvement d'Emanuela Carboni (inspirée de la figure d'Emanuela Orlandi), la fille d'un industriel renommé. Ce saint homme prêche pour le salut de l'humanité, stigmatisant l'hypocrisie et l'hédonisme. Avec un groupe de fidèles rencontrés en chemin, Joan Lui commence son pèlerinage parmi le peuple, suscitant l'intérêt de Judy Johnson, une directrice de spectacles avec son assistant Franky à ses côtés, de la journaliste du Corriere dell'Est Tina Foster et d'autres, mais se concentrant surtout sur les sentiments et les attentes du peuple à travers sa mystérieuse musique.
Le seigneur du monde Jarak tente d'abord de le corrompre sous les traits d'un puissant marchand oriental, puis de le tuer en engageant un mercenaire muni d'un laser sophistiqué et de deux pistolets, mais sans parvenir à ses fins dans les deux cas. Après avoir dénoncé la corruption des dirigeants de la planète, notamment grâce à ses incursions dans des émissions télévisées, Judy lui rend trente deniers : elle a compris qu'elle était la réincarnation de Judas et veut s'acquitter de sa dette millénaire. Joan Lui s'en va, tandis qu'un effrayant tremblement de terre fait s'effondrer maisons et villes sous les pieds de gens rendus fous par la peur.

## Fiche technique
- Titre original italien : Joan Lui: Ma un giorno nel paese arrivo io di lunedì[3]
- Titre allemand : Joan Lui[4]
- Réalisateur : Adriano Celentano
- Scénario : Adriano Celentano
- Photographie : Alfio Contini
- Montage : Adriano Celentano
- Musique : Adriano Celentano, Pinuccio Pirazzoli (it), Ronny Jackson, Gino Santercole
- Effets spéciaux : Giovanni Corridori (it)
- Cascades : Rémy Julienne
- Décors : Lorenzo Baraldi (it)
- Costumes : Elena Mannini (it)
- Production : Mario Cecchi Gori, Vittorio Cecchi Gori
- Société de production : Cecchi Gori Silver Film, Extrafilm Produktion
- Pays de production :  Italie -  Allemagne de l'Ouest
- Langue originale : italien
- Format : couleurs - 1,85:1 - Son Dolby - 35 mm
- Durée : 163 minutes (version intégrale) ; 133 minutes (version courte) ; 125 minutes (version vidéo)
- Genre : comédie musicale
- Dates de sortie :
  - Italie : 25 décembre 1985
  - Allemagne de l'Ouest : 12 juin 1986

## Distribution
- Adriano Celentano : Joan Lui
- Claudia Mori : Tina Foster
- Federica Moro Emanuela Carboni
- Edwin Marian : Capitaine Arthur
- Gian Fabio Bosco : Winston
- Mirko Setaro : Musicien
- Haruhiko Yamanouchi : Jarak/le Malin
- Piero Nuti : Franky
- André De La Roche
- Rita Rusić : chanteuse dans le temple
- Marthe Keller : Judy Johnson
- Edoardo Romano : président
- Sal Borgese : Frank
- Gino Cogliandro : barman
- Francesco Salvi : correspondant de presse
- Romano Puppo : assassin
- Wendy Taylor : Mamy